# Robin Li
Robin Li, nom chinois Li Yanhong ( 李彦宏 pinyin Lǐ Yánhóng), né le 17 novembre 1968 à Yangquan, dans la province du Shanxi, est un entrepreneur de République populaire de Chine. 
Il est le fondateur du moteur de recherche chinois Baidu. 
Il a été classé au 21e rang par Forbes parmi les quarante Chinois les plus riches du monde en août 2007 et le 6e en 2018, avec une fortune estimée à 14 milliards de dollars.

## Biographie
Fils d'ouvrier issu d'un milieu rural, il a quatre sœurs. Après avoir obtenu une licence en informatique à l'université de Pékin, il décroche son master à l'université d'État de New York à Buffalo. Il renonce cependant à suivre des études doctorales.
Il travaille ensuite chez Dow Jones & Company, chargé de développer un logiciel pour le Wall Street Journal. Il y comprend l'importance du classement et de la catégorisation de l'information sur le web,. 
En 1996, il développe un algorithme d'analyse de liens, qui permet de classer la popularité d’un site web en fonction du nombre de liens qui le partagent. Il s'agit encore des prémices d'un moteur de recherche. Sa hiérarchie ne le soutient pourtant pas mais il prend l'initiative de présenter sa découverte à une conférence tech, où il est repéré par le CTO d'Infoseek. Ce nouveau partenariat ne dure pas mais Robin Li continue d'améliorer sa technologie sur son temps libre. 
En 1998, il rencontre le Chinois Eric Xu, alors étudiant en échange universitaire en Californie. Avec lui, il lève l'année suivante plus de 10 millions de dollars auprès d’investisseurs en capital risque aux États-Unis. Revenus à Pékin, ils créent Baidu dans une chambre d'hôtel : il s'agit initialement d'une plateforme B2B, qui vend des moteurs de recherche à d'autres portails. En 2001, le site évolue, développant un design similaire à celui de Google. Contrairement à l'entreprise américaine qui ne l'avait pas encore conçu à l'époque, Baidu permet aux entreprises de promouvoir leurs produits sur la page des résultats. Cela permet au site de devenir rapidement rentable. 
En janvier 2004, il en devient le CEO. Le 8 août 2005, l'entreprise entre en bourse sur le NASDAQ et le cours de l'action augmente de façon spectaculaire. Baidu devient ensuite leader des moteurs de recherche en Chine (80 % de parts de marché en 2018), alors qu'utiliser Google demeure compliqué. Respectant les lois chinoises sur Internet et les demandes du gouvernement, Baidu restreint l'accès aux sujets jugés polémiques par les autorités. Robin Li a également acheté dix entreprises pour soutenir la croissance de Baidu. À la fin des années 2010, Baidu se diversifie dans les voitures autonomes. 
Jusqu'en 2005, Wikipédia est populaire en Chine, le gouvernement décidant cependant de censurer l'encyclopédie en ligne. Robin Li lance alors un équivalent chinois l'année suivante, Baidu Baike. 
Il a rejoint le conseil d’administration de la fondation philanthropique Ai You, alors que ce genre d'investissement est rare en Chine comparé à l'Occident. Il s'est aussi associé à Baobeihuija, une association caritative créée pour aider les familles à retrouver leurs enfants disparus grâce à un logiciel de reconnaissance faciale.
En mai 2018, dans un contexte de censure de l'Internet chinois, 300 acteurs du web se regroupent en une fédération pour soutenir les « valeurs centrales du socialisme » et donc du Parti communiste au pouvoir. Robin Li, Jack Ma (patron d'Alibaba) et Pony Ma (patron de Tencent) en sont nommés vice-présidents.

## Vie privée
Il s'est marié avec Melissa Ma Dongmin ( 马东敏 ) en 1995, après l'avoir rencontrée alors qu'ils étaient étudiants à New York[réf. nécessaire]. Ils ont quatre enfants.